# Stephen Breyer
Stephen Gerald Breyer (født 15. august 1938) er en amerikansk advokat, jurist, og juridisk lærd, der er tidligere medlem af Højesteret i USA. Han blev nomineret af præsident Bill Clinton den 17. maj 1994 og har tjent fra 3. august 1994 til 30. juni 2022.

## Tidlige liv
Breyer blev født 15. august 1938 I San Francisco, Californien,, som søn af Anne A. (født Roberts) og Irving Gerald Breyer, og opvokset i en middelklasse jødiske familie.